# Ѕ
Ѕ (minuskule ѕ) je písmeno cyrilice. Vyskytuje se pouze v makedonské cyrilici, kde zachycuje hlásku dz. Jeho tvar se v minuskulní i majuskulní variantě shoduje s tvarem písmena S v latince.
V běloruské azbuce písmenu odpovídá spřežka дз, v mongolské azbuce písmeno З (mongolština nemá hlásku odpovídající hlásce zapisované v češtině jako z).
Abcházština v minulosti používala tvarově podobné písmeno Ꚃ.
V arménském písmu písmenu Ѕ odpovídá písmeno Ձ (ձ), v gruzínském písmu písmeno ძ.
V hlaholici písmenu Ѕ odpovídá písmeno Ⰷ.